# Serveur vidéo
Le serveur vidéo (video server en anglais) est un système de conversion, ou alors de stockage qui, dans une application vidéo, offre des ressources audiovisuelles (les images animées de la vidéo et de l'audio, sons) à un réseau d’ordinateurs clients.
On fait appel aux serveurs vidéo pour les opérations de radiodiffusion ou broadcast et de postproduction.

## Basique
Le serveur vidéo IP se présente sous la forme d'un périphérique d'un ordinateur, qui transforme, ou convertit, 1, parfois jusqu'à 4 ou 8 sources, signal/signaux vidéo analogiques PAL ou numériques (exemple : caméra, caméscope, répertoires, flux d'autres applications) en flux numérique disponibles en MPEG-2, MPEG-4 ou autres (selon le constructeur et diffuseurs) via le port de sortie RJ45 ou l'interface Wifi. Le ou les entrées composites analogiques sont de type CINCH-RCA en composite/composante ou HDMI pour le matériel récent.
Son application basique s'exerce dans le domaine des webcams et des caméras vidéo dédiées à la vidéo-surveillance en général. Certains serveurs vidéo sont aussi et parfois dénommés convertisseur analogique-numérique. La liaison serveur(compresseur) puis routeur >> point d'accès, PA, peut être filaire, par CPL ou hertzienne, Wi-Fi 2,4 GHz ou 5,8 GHz
La norme et le débit de sortie peuvent être limités seulement à l'USB 1 ou 2. Une voie audio mono (CINCH) est généralement au moins disponible.
Le serveur/convertisseur permet d'utiliser/conserver des caméras analogiques PAL souvent de meilleur rendu (CCD HD) avec un angle d'ouverture particulier adapté, offre abondante, alors que les (rares) caméras avec wifi intégré, souvent avec capteur économique type « CMOS », ne le permettent souvent pas.
En conclusion, le passage via un serveur et son entourage amont/aval est plus onéreux qu'une produit compact Cam IP dédiée, mais cette dernière est moins performante et souple d'utilisation.          

## Évolué
Il existe une déclinaison grand public appelée Serveur déporté vidéo TV qui permet de router le signal compressé, soit sur la toile Internet, soit tout simplement en réseau local filaire (LAN) ou même sans-fil 2,4 GHz (WLAN) dans la maison ou les alentours, via le procédé Wifi incorporé, un peu à la manière d'un transmetteur.
Il traite maintenant, soit un signal analogique soit numérique, d'une source quelconque, comme un terminal ou adaptateur TNT (DVB-T), un terminal ou démodulateur satellite (DVB-S), un lecteur DVD un magnétoscope, une caméra vidéo, etc. Les entrées se font classiquement par CINCH ou Peritel. La sortie permet des débits plus élevés, puisque RJ45 (Ethernet).
En résumé, via ce dernier type de serveur domestique, il est désormais possible de suivre en direct ou en léger différé, dans la compression MPEG-4, une chaîne TV prédéfinie (impossible de la changer à distance puisqu'il faut impérativement agir sur la commande du démodulateur ou terminal), au-delà de sa zone de réception hertzienne normale, TNT ou satellitaire, sous réserve bien entendu d'avoir une connexion ADSL descendante (entrante) à bande passante suffisante.

## Broadcast
Dans le monde de la radiodiffusion, un serveur vidéo est une machine qui possède au moins les caractéristiques suivantes et permet :
- l'acquisition de différentes sources : caméras, flux satellites, bandes, disques, fichiers, autres serveurs vidéo. L'acquisition peut se faire dans différents codecs
- le stockage temporaire ou définitif des flux enregistrés
- de définir une nomenclature et une arborescence pour les médias stockés afin de les trier et de les retrouver (métadonnées): noms, remarques, classement, date, time code...
- de monter les différents clips
- de transmettre ces médias vers d'autres serveurs ou pour la diffusion (via interface IP ou SDI).

Ils ont, la plupart du temps, plusieurs canaux (d'enregistrement et de diffusion) vidéo et audio. Une synchronisation parfaite est nécessaire entre ces canaux afin de pouvoir gérer les flux de façon idéale. 
Ces serveurs sont utilisés à large échelle dans le monde de la diffusion télévisée (notamment dans les cars de régie).